# Жоао Марио (футболист, р. 1993)
Жоао Марио Нунес Фернандес (на португалски: João Mário Nunes Fernandes) е бисау-гвинейски футболист, който играе на поста ляво крило.

## Кариера
Марио е бивш е футболист на Бенфика Б, Шавеш, Академико Визеу, Академика Коимбра и Вилафранкензе.
На 3 януари 2023 г. Жоао парафира с варненския Спартак. Дебютира на 11 февруари 2023 г. при загубата с 1:2 като домакин на Лудогорец.

## Национална кариера
На 18 юли 2014 г. крилото дебютира в официален мач за националния отбор на Гвинея-Бисау, при загубата с 2:0 като гост на националния отбор на Ботсвана, в среща от квалификациите за Купата на африканските нации през 2015 г.